# Base de Referència Mundial pels Recursos del Sòl

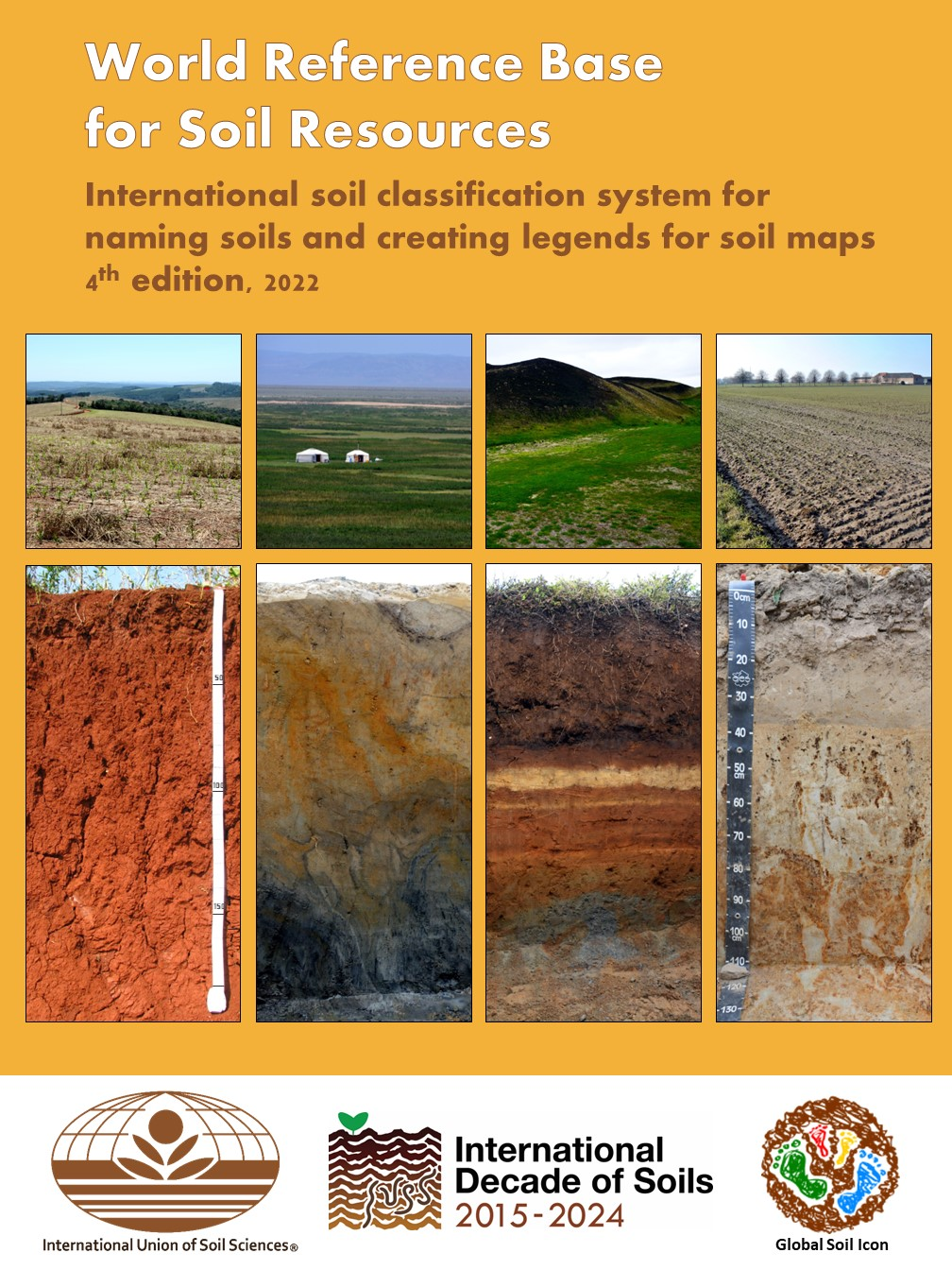
WRB, quarta edició (2022)

La Base de Referència Mundial pels Recursos del Sòl (en anglès: World Reference Base for Soil Resources (WRB)), és el sistema taxonòmic estàndard internacional de la classificació dels sòls. Va ser promocionat per International Union of Soil Sciences (IUSS). Es va fer de manera internacional coordinada per International Soil Reference and Information Centre (ISRIC) i esponsoritzada per la IUSS i la FAO. Substitueix la classificació prèvia de la FAO (Unitats del sòl de la FAO).
La WRB es basa en els conceptes moderns de classificació incloent USDA soil taxonomy, la llegenda del Mapa de Sòls de 1988, el Référentiel Pédologique i els conceptes de l'escola de Rússia. La classificació està basada principalment en la morfologia del sòl i en la pedogènesi. Com principal diferència amb el sistema USDA soil taxonomy és que el clima del sòl no forma part del sistema pel que fa a la influència del clima en les característiques del perfil del sòl.
No està prou detallat per cartografiar a escales més grans, en principi, d'1:200k.

## Clau dels grups de la WRB (2006)[2]
Clau d'identificació per als 32 grups dels sòls de referència:
| 1.  | Sòls amb capes orgàniques gruixudes:                                  | Histosols (HS)    |
| 2.  | Sòls amb forta influència humana                                      |                   |
|     | Sòls amb ús agrícola llarg i intensiu:                                | Anthrosols (AT)   |
|     | Sòls que contenen molts artefactes:                                   | Technosols (TC)   |
| 3.  | Sòls amb zona d'arrelament limitada per permagel o pedres             |                   |
|     | Sòls afectats pel gel:                                                | Criosols (CR)     |
|     | Sòls prims o amb molta grava:                                         | Leptosols (LP)    |
| 4.  | Sòls influenciats per l'aigua                                         |                   |
|     | Condicions seques i humides alternades, rics en argiles que s'inflen: | Vertisols (VR)    |
|     | Planures al·luvials, aiguamolls amb marees:                           | Fluvisols (FL)    |
|     | Sòls alcalins:                                                        | Solonetz (SN)     |
|     | Enriquiment amb sals per evaporació:                                  | Solonchaks (SC)   |
|     | Afectats per l'aigua subterrània:                                     | Gleysols (GL)     |
| 5.  | Sòls amb química Fe/Al                                                |                   |
|     | Al·lofans o complexes Al-humus:                                       | Andosols (AN)     |
|     | Queluviació o quil·luviació:                                          | Podzols (PZ)      |
|     | Acumulació de Fe sota condicions hidromòrfiques:                      | Plinthosols (PT)  |
|     | Argila amb baixa activitat, fixació de P, estructurada fortament:     | Nitisols (NT)     |
|     | Dominància de la caolinita i els sequiòxids:                          | Ferralsols (FR)   |
| 6.  | Sòls amb aigua estagnada                                              |                   |
|     | Discontinuïtat extructural abrupta:                                   | Planosols (PL)    |
|     | Discontinuïtat extructural estructural o moderada:                    | Stagnosols (ST)   |
| 7.  | Acumulació de matèria orgànica, status alt de bases                   |                   |
|     | Típicament mòllic:                                                    | Chernozems (CH)   |
|     | Transició a clima més sec:                                            | Kastanozems (KS)  |
|     | Transició a clima més humit:                                          | Phaeozems (PH)    |
| 8.  | Acumulació de sals menys solubles o substàncies no salines            |                   |
|     | Guix:                                                                 | Gypsisols (GY)    |
|     | Silicats:                                                             | Durisols (DU)     |
|     | Carbonat de calci:                                                    | Calcisols (CL)    |
| 9.  | Sòls amb subsòl enriquit amb argila                                   |                   |
|     | Llengües albelúviques:                                                | Albeluvisols (AB) |
|     | Argiles molt actives baixes en bases:                                 | Alisols (AL)      |
|     | Argiles poc actives baixes en bases:                                  | Acrisols (AC)     |
|     | Argiles molt actives altes en bases:                                  | Luvisols (LV)     |
|     | Argiles poc actives altes en bases:                                   | Lixisols (LX)     |
| 10. | Sòls relativament joves o poc amb poc desenvolupament de perfils      |                   |
|     | Amb la part de dalt àcida i fosca:                                    | Umbrisols (UM)    |
|     | Sòla sorrencs:                                                        | Arenosols (AR)    |
|     | Sòls moderadament desenvolupats:                                      | Cambisols (CM)    |
|     | Sòls amb desenvolupament de perfils no significatiu:                  | Regosols (RG)     |